# ボーン・トゥ・フライ
『ボーン・トゥ・フライ』（原題：長空之王）は、2023年の中国のアドベンチャー映画。
ワン・イーボー、フー・ジュン、ユー・シー、チョウ・ドンユィらが出演する。

## あらすじ
レイ・ユーたちは、厳しい選考を経て正式にテストパイロットになった。隊長チャン・ティンの指導の下、最新型戦闘機の試験飛行に参加する。高空でエンジンが急停止、さらに火災が発生したり、飛行機は操縦不能に陥る。 彼らは極限のデータを得るために何度も死と闘う。 戦闘機の納品日が近づくにつれ、任務の難易度が次第に高まり、テストパイロットたちは大きな試練に直面する。

## キャスト
レイ・ユー
演 - ワン・イーボー、日本語吹替 - 立花慎之介
もともと航空兵一線作戦部隊の先頭パイロットだったが、その後厳しい選抜を経て正式に中国の次世代テストパイロットになった。新機を飛ばし、空で飛行機の性能を全面的に検証し、極限状況で極限データを取得し、何度も警報や故障まで答えを探すことが彼の仕事。新しい飛行機の限界をよりよく試すために、レイ・ユーは何度も自分の生理的・心理的限界を突破した。
チャン・ティン
演 - フー・ジュン、日本語吹替 - 山本兼平
テストパイロットたちの隊長は、レイ・ユーらを率いて最新型戦闘機の試験飛行に参加した。レイ・ユーと庶民の安全を守るために、チャン・ティンは善意の嘘をつき、レイ・ユーを騙したが、一人で飛行機を操縦して住宅地から遠ざかって、自分を犠牲にして繁華街の住民を守った。
ドン・ファン
演 - ユー・シー、日本語吹替 - 岩崎諒太
空軍のパイロットの中のトップで、他の軍区のエリートと一緒に段階的に選抜され次世代のテストパイロットになった。ドン・ファンとレイ・ユーは最初はお互いを軽蔑するライバルで、その後何度も難易度の高い任務でお互いに手を取り合って真の戦友になった。
シェン・ティエンラン
演 - チョウ・ドンユィ、日本語吹替 - 久保ユリカ
航医は、主にテストパイロットチームの各種身体検査データと各隊員の健康をリアルタイムでモニタリングし、テストパイロットがより良い状態で仕事と任務を完了できるようにサポートする仕事。彼女はレイ・ユーの幼馴染で、レイ・ユーと深い感情を持ち、彼の試験飛行の仕事に心配しつつ、同時に彼の仕事の支持を惜しまなかった。

## スタッフ
- 監督：リウ・シャオシー
- 製作：韩寒、李捷、孙喆一、李天昂、李威、赵海城、傅若清、于冬
- スーパーバイザー：韩寒、姜平、商亚恒、陈浩、周国强、李捷
- 助監督：陈真祥、李桥江、贝敬水
- 脚本：桂冠、リウ・シャオシー
- 撮影：白玉侠、曹勇、张生、崔红月、韩重阳
- 編集：肖洋、魏永、李瑞亮
- 道具：卢微、韩海亮
- キャスティング監督：宋坤
- 芸術監督：杨伟、刘选民
- 美術デザイン：郝天琛、梁飞泓、郑志雄
- アクション指導：安波、王飞、张连峰
- ファッションデザイン：付悦、曾鸣、戈宝珍
- 照明：马清源
- 音響：刘杨
- 総合プロデューサー：谭瑞松、杨伟、周国强
- 総合コンサルタント：杨伟、刘选民

## 受賞記録
- 2022微博电影之夜 年度最受关注影片 (2022年)
- 2023微博电影之夜 年度观众喜爱影片 (2023年)
- 第20届电影频道传媒关注单元 最受传媒关注男主角 「ワン・イーボー」(2023年)
- 第20届电影频道传媒关注单元 最受传媒关注女配角 「趙子琪（中国語版）」(2023年)
- 第20届电影频道传媒关注单元 最受传媒关注新人导演 「リウ・シャオシー」(2023年)
- 第20届电影频道传媒关注单元 最受传媒关注新人男演员 「ユー・シー（中国語版）」(2023年)

## 舞台裏エピソード
ワン・イーボー、ユー・シーなどの若手俳優たちは、撮影開始前にテストパイロットの資料を読むだけでなく、撮影開始後も現場で実際のテストパイロットたちと交流した。
卜钰は実際のテストパイロットと交流した後、ユーモアのある人が多いことに気づき、より多様なテストパイロットを見せたいと考え、台詞にユーモアの要素を入れた。
パイロットの精神的な姿をよりよく見せるため、俳優たちは事前に体を鍛え、多くの訓練を行った。